# Amblyodipsas katangensis
Amblyodipsas katangensis är en ormart som tillhör släktet Amblyodipsas inom familjen stilettormar.

## Kännetecken
Arten är giftig.

## Utbredning
Södra Kongo-Kinshasa, norra Zambia, södra Tanzania. Underarten A. k. ionidesi finns i distriktet Tunduru i södra Tanzania.

## Levnadssätt
Det är en nattaktiv, grävande orm som lever i marken under jord, löv och grenar.